# Dba (Band)
dba ist eine britische Dance-/Electronic-Formation, bestehend aus dem Ehepaar Robbie Bronnimann (Keyboards/Programming) und Shaz Sparks (Gesang). Bisher hat die Band zwei Studio-Alben, zahlreiche Singles/Promos und ein Remix-Album sowie drei weitere Alben unter dem Namen 65 dBA veröffentlicht. Ihre Texte haben oft einen christlichen Hintergrund; daher ist die Band insbesondere in der christlichen Dance-/Elektroszene bekannt.

## Diskografie

### Alben
- Twister (2002, Remix-Album)
- Spectrum (2001)
- Bubble (1996)

### Singles & DJ Promos
- Falling (2004, als dba v. John B)
- 3D (2004)
- Hidden Force (2002)
- 3D 2002 (2002)
- What Is Love (2001)
- Smiling Girl (2000)
- Go with the Sun (1999)
- Go with the Sun (1998)

### Alben (als65 dBA)
- Shout (1994)
- The Great Awakening (1993)
- Out of Water (1992)